# Allocaecilius
Genre
Allocaecilius est un genre d'insectes psocoptères de la famille des Pseudocaeciliidae.

## Liste d'espèces
Selon  Species File (11 mars 2021) :
- Allocaecilius albidorsualis Li, 1993
- Allocaecilius arcuatus Li, 2002
- Allocaecilius biaduncus Li, 1992
- Allocaecilius elongatus Lee & Thornton, 1967
- Allocaecilius fusciceps Lee & Thornton, 1967
- Allocaecilius gombakensis Lee & New, 1992
- Allocaecilius guangdongicus Li, 1993
- Allocaecilius heterothorax Lee & Thornton, 1967
- Allocaecilius maculatus Lee & Thornton, 1967
- Allocaecilius selangorensis New & Thornton, 1975
- Allocaecilius sinensis Lee & Thornton, 1967
- Allocaecilius smithersi Lee & New, 1992
- Allocaecilius tenuilongus Li, 1995